# Eric Anderson (sociologista)
Eric Anderson (18 de janeiro de 1968) é um sociólogo e sexólogo norte-americano especializado em gênero e sexualidade de homens adolescentes. Ele ocupa o cargo de Professor de masculinidade, sexualidade e esporte na Universidade de Winchester, na Inglaterra. Sua pesquisa foi reconhecida por excelência pela Academia Britânica de Ciências Sociais e ele é membro eleito da Academia Internacional de Pesquisa Sexual. 
Anderson é um defensor da inclusão de homens gays no esporte e é o primeiro treinador assumidamente gay de uma escola secundária dos Estados Unidos, tendo se assumido na Huntington Beach High School, a mesma escola que produziu o primeiro atleta profissional de esporte coletivo assumidamente gay do país, Robbie Rogers, que recentemente jogou pelo LA Galaxy.

## Educação e carreira universitária
Eric Anderson obteve um bacharelado pela Universidade do Estado da Califórnia, Long Beach, em 1990; uma credencial de ensino da mesma instituição em 1991; e um mestrado em psicologia esportiva em 1993. Na Universidade da Califórnia em Irvine, Anderson obteve um mestrado em sociologia em 2002 e um doutorado em 2004 com uma dissertação que se tornou seu livro In the Game: Gay Athletes and the Cult of Masculinity, que a American Library Association reconheceu como Título Acadêmico de Destaque daquele ano (2005). Antes de ingressar na Universidade de Winchester em 2011, Anderson concluiu o trabalho de pós-doutorado com Michael Kimmel na Universidade Estadual de Nova Iorque, Stony Brook. Ele então trabalhou como professor assistente na Universidade de Bath entre 2005 a 2010, bem como professor visitante na Universidade da Califórnia em Irvine. Ele foi promovido a professor catedrático em 2011 e recebeu uma cadeira em Masculinidades, Sexualidades e Esporte.

## Pesquisas acadêmicas
Anderson é considerado uma figura de destaque em vários subcampos acadêmicos, incluindo estudos masculinos e sexualidades masculinas. Ele escreveu 11 livros e mais de 50 artigos acadêmicos revisados por pares, cobrindo múltiplos aspectos de sexualidade e gênero, frequentemente relacionados a atletas masculinos de esportes coletivos.
Sua autobiografia, Trailblazing, documenta a história de sua revelação como o primeiro treinador assumidamente gay de uma escola secundária nos EUA, que a Booklist descreveu como "possivelmente a melhor história de revelação já contada". Também reconhecendo este livro, a revista Sociology of Sport Journal realizou um simpósio sobre sua relevância para a compreensão da diminuição da homofobia no esporte.
Seu livro Inclusive Masculinity: The Changing Nature of Masculinities mudou a maneira como os pesquisadores da masculinidade teorizavam a relação entre masculinidade e homofobia. Sua teoria, a Teoria da Masculinidade Inclusiva, e sua noção incorporada de homohisteria, explica como a homofobia regula o gênero. Em trabalhos subsequentes, Anderson usa evidências empíricas para mostrar que as masculinidades dos jovens heterossexuais estão se tornando mais suaves e inclusivas. Seu livro publicado em 2014, 21st Century Jocks: Sporting Men and Contemporary Heterosexuality, documenta homens heterossexuais abraçados na cama, beijando-se nos lábios, e se envolvendo em intensa intimidade emocional com outros homens, algo conhecido como bromance.
A bolsa de estudos de Anderson também examina os problemas da monogamia. Seu livro publicado em 2012, The Monogamy Gap: Men, Love and the Reality of Cheating, da editora Oxford University Press, recebeu grande atenção da mídia internacional, incluindo várias aparições na televisão, porque as evidências de suas 120 entrevistas sugerem que a monogamia causa dificuldades nos relacionamentos e, portanto, a traição se torna uma resposta racional aos mandatos culturais irracionais da fidelidade sexual. O seu trabalho sobre a monogamia também examina por que as mulheres de meia-idade traem, não porque não se sintam emocionalmente satisfeitas, mas porque, tal como os homens, desejam sexo fora do relacionamento.
O principal parceiro de pesquisa de Anderson é o Dr. Mark McCormack. Juntos, num simpósio sobre papéis sexuais, eles examinam e avançam a noção de homohisteria. Anderson e McCormack também desenvolveram a compreensão de que a diminuição da homofobia cultural impacta positivamente a vida de homens bissexuais e mulheres bissexuais. Eles têm um livro a ser lançado pela Universidade Columbia, que examina a vida de homens bissexuais em Los Angeles, Nova Iorque e Londres, uma pesquisa que foi financiada pelo Instituto Americano de Bissexualidade e foi destaque no jornal The New York Times.
Anderson é um pesquisador crítico de esportes coletivos, autor de vários livros que examinam suas funções, propósitos e problemas. A Oxford Bibliographies in Sociology lista seu livro (2010) Sport Theory and Social Problems como um dos 10 melhores livros sobre teoria do esporte. Em um volume coeditado com a professora Jennifer Hargreaves, Routledge Handbook of Sport, Gender and Sexuality, o esporte é criticado por produzir uma dicotomia de gênero, transfobia e patriarcado. Anderson defende, em vez disso, a participação em exercícios e condicionamento físico, incluindo corridas de longa distância, para as quais é autor de dois livros: Training Games Coaching and Racing Creatively (2006) e The Runners Textbook (2009).

## Obras publicadas
- Training Games: Coaching & Racing Creatively (em inglês). Mountain View, CA: Tafnews Press, 1994, 1996, 2006
- Trailblazing: The True Story of America's First Openly Gay Track Coach (em inglês). Los Angeles, CA: Alyson Books, 2000.
- In the Game: Gay Athletes and the Cult of Masculinity (em inglês). Imprensa da Universidade Estadual de Nova Iorque, 2005. Este livro é baseado em entrevistas com 60 atletas gays da América do Norte. Quarenta entrevistados eram abertamente gays, enquanto 20 ainda estavam no armário.
- The Runner's Textbook (em inglês). Editora BookSurge, 2009. Este livro descreve os aspectos fisiológicos, psicológicos e sociológicos da corrida e inclui estratégias de corrida para corredores de longa distância.
- Inclusive Masculinity: The Changing Nature of Masculinities (em inglês). Nova Iorque: Routledge, 2009.
- Sport, Theory and Social Problems: A Critical Introduction (em inglês). Londres: Routledge, 2010.
- The Monogamy Gap: Men, Love and the Reality of Cheating (em inglês). Nova York: Oxford University Press, 2012.
- Sport, Masculinities and Sexualities (em inglês). Londres: Routledge, 2013.
- Routledge Handbook of Sport, Gender and Sexuality (em inglês). Londres: Routledge, 2014.
- 21st Century Jocks: Sporting Men and Contemporary Heterosexuality (em inglês). Basingstoke: Palgrave-Macmillan, 2014.
- He's Hot, She's Hot, So What? The Changing Dynamics of Bisexual Men's Lives (em inglês). Nova York: Columbia University Press. Forthcoming.